# Xing et Xot
Xing et Xot est une série de bande dessinée franco-belge créé en 1960 par Pat Mallet dans le no 1145 du journal Spirou.

## Publication

### Revues
- Xing et Xot, dans Spirou[1] :

1145. Xing et Xot (mini-récit no 11), 1960.
1270. Deux Fins Diplomates (mini-récit no 126), 1962.
1288. Le Retour de Xing et Xot (mini-récit no 144), 1962.
1320. La Lettre de Xenopos (mini-récit no 176), 1963.
1336. Les Fous du cirque (mini-récit no 196), 1963.

### Albums
- Pegg et Xing et Xot, Le Coffre à BD, 2009  (ISBN 978-2-350-07113-8). Contient les cinq mini-récits de la série, plus les trois mini-récits de Pegg.